# Puente de Santa Quiteria
El puente de Santa Quiteria se sitúa sobre el río Mijares, entre los términos municipales de Almazora y Villarreal en la provincia de Castellón (España). Fue construido en el siglo XIII.
Está incluido en el entorno de protección del Paisaje Protegido de la desembocadura del Río Mijares. Es bien de interés cultural, con la categoría de monumento, desde 2006.

## Descripción
Con una longitud de 154 metros y una anchura de 3 metros, el puente como tal constituye una pieza única entre las tipologías de puentes medievales al estar construido con arcos en lugar de bóvedas. Está formado por dos estribos extremos, siete pilas intermedias con tajamares, y ocho vanos, siete de ellos semejantes, con luces de 12 metros aproximadamente, y otro más corto de 6,80 metros. Los tajamares aguas arriba se prolongan hasta la altura de los pretiles, formando en la calzada unos espacios laterales de forma triangular llamados arrimaderos, que hacen compatible el paso de vehículos y peatones.
Los tajamares y pilas son de sillería hasta el arranque de los arcos, altura a partir de la cual se utiliza mampostería, excepto en las esquinas donde se continúa con sillares. Los arcos son de una sola rosca de dovelas de piedra arenisca. Sobre esta rosca se elevan las enjutas con una fábrica de mampuestos irregulares hasta alcanzar el nivel del tablero, formado por losas de piedra que se apoyan en forma de dinteles. Los pretiles están construidos también con fábrica de mampuestos.

## Galería

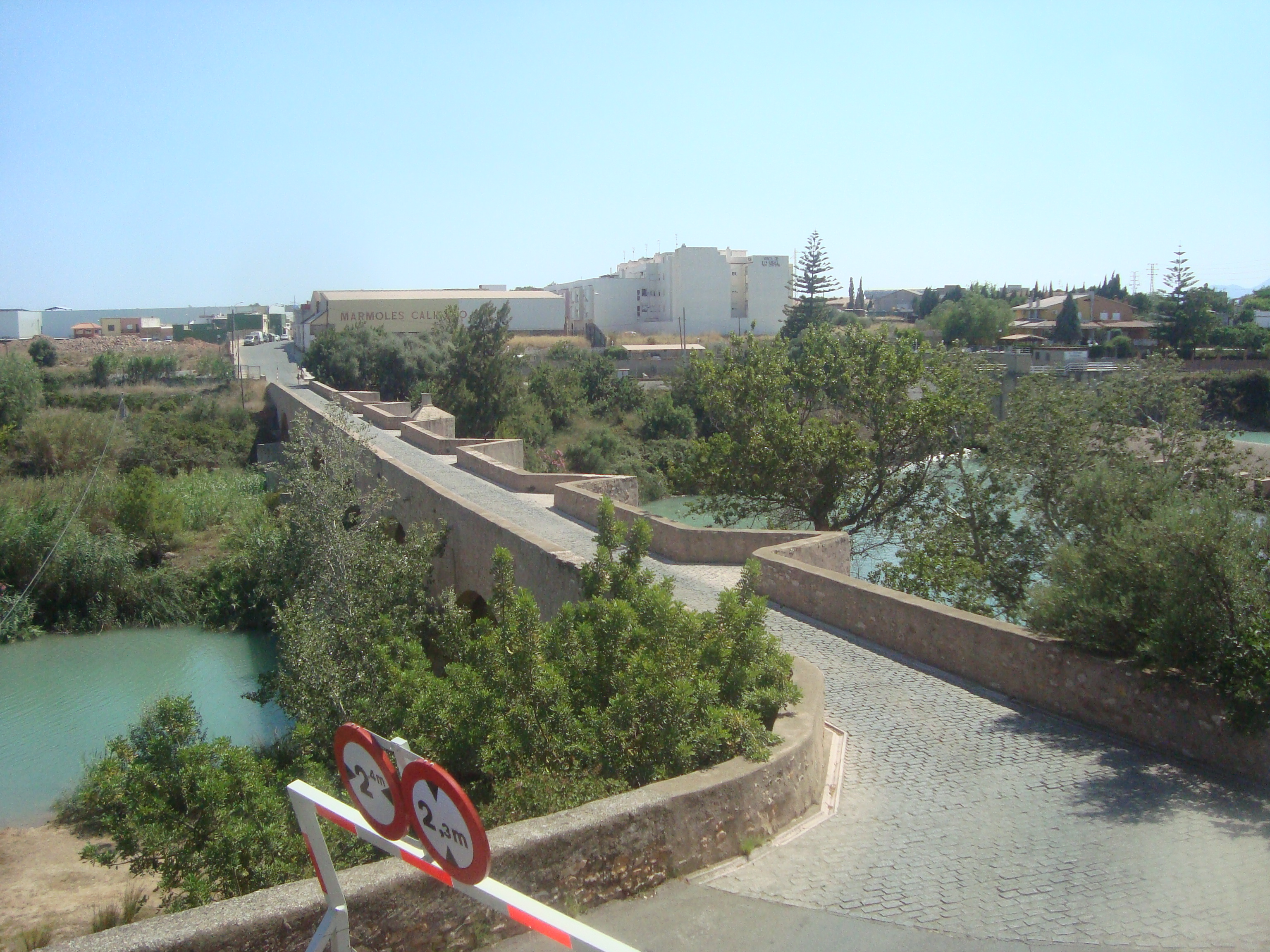
Puente de Santa Quiteria.
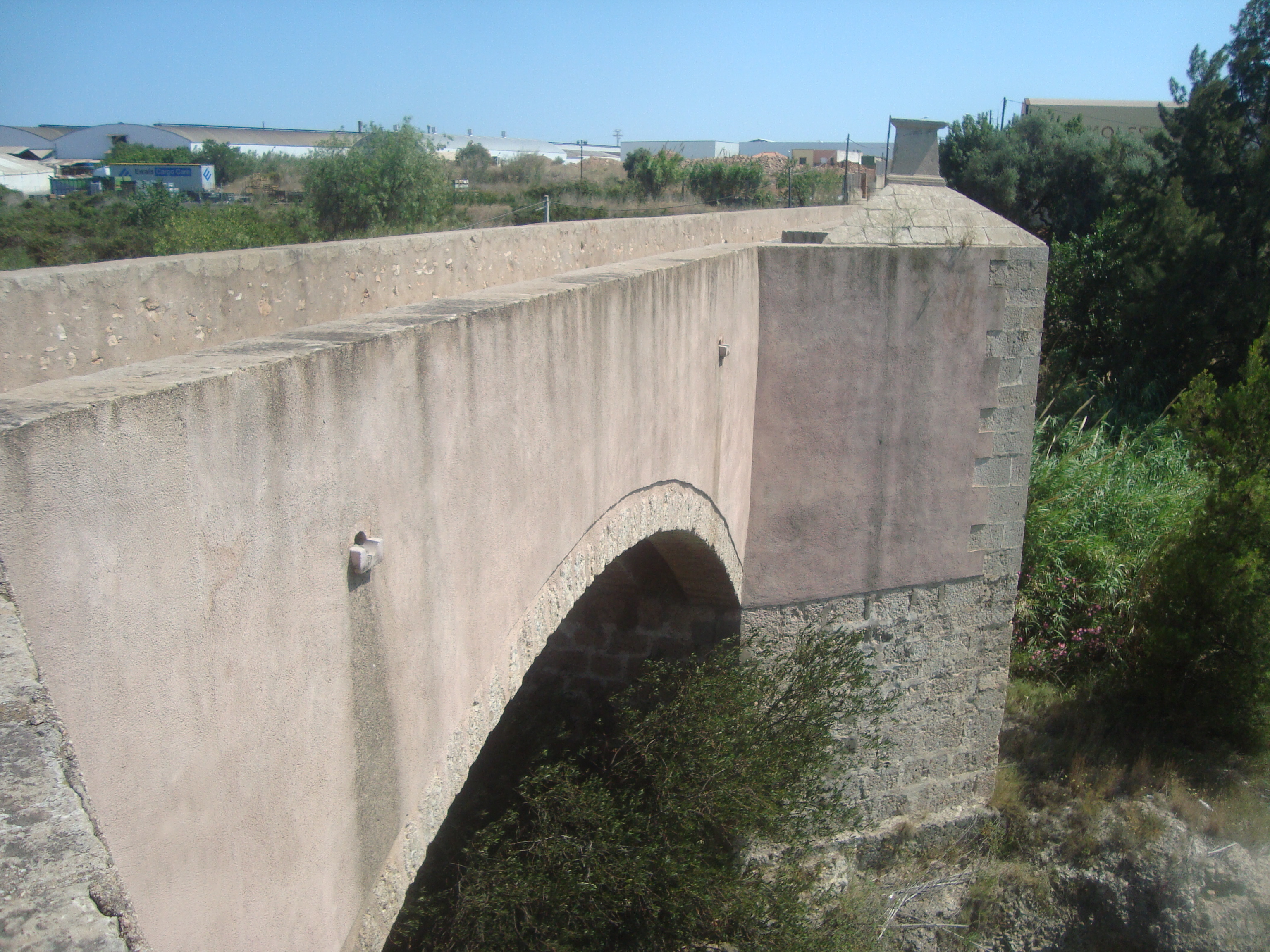
Puente de Santa Quiteria.
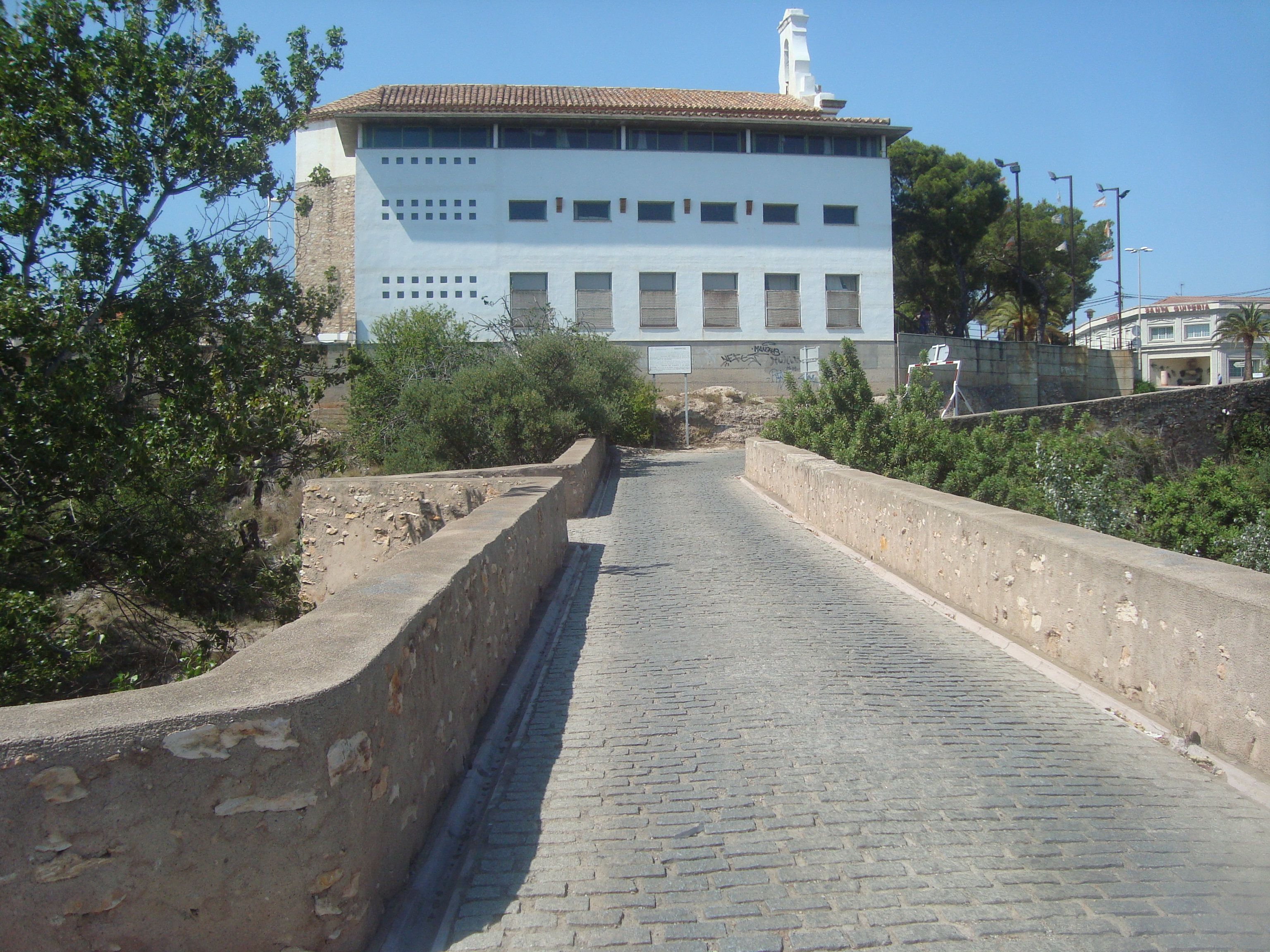
Puente y ermita de Santa Quiteria.
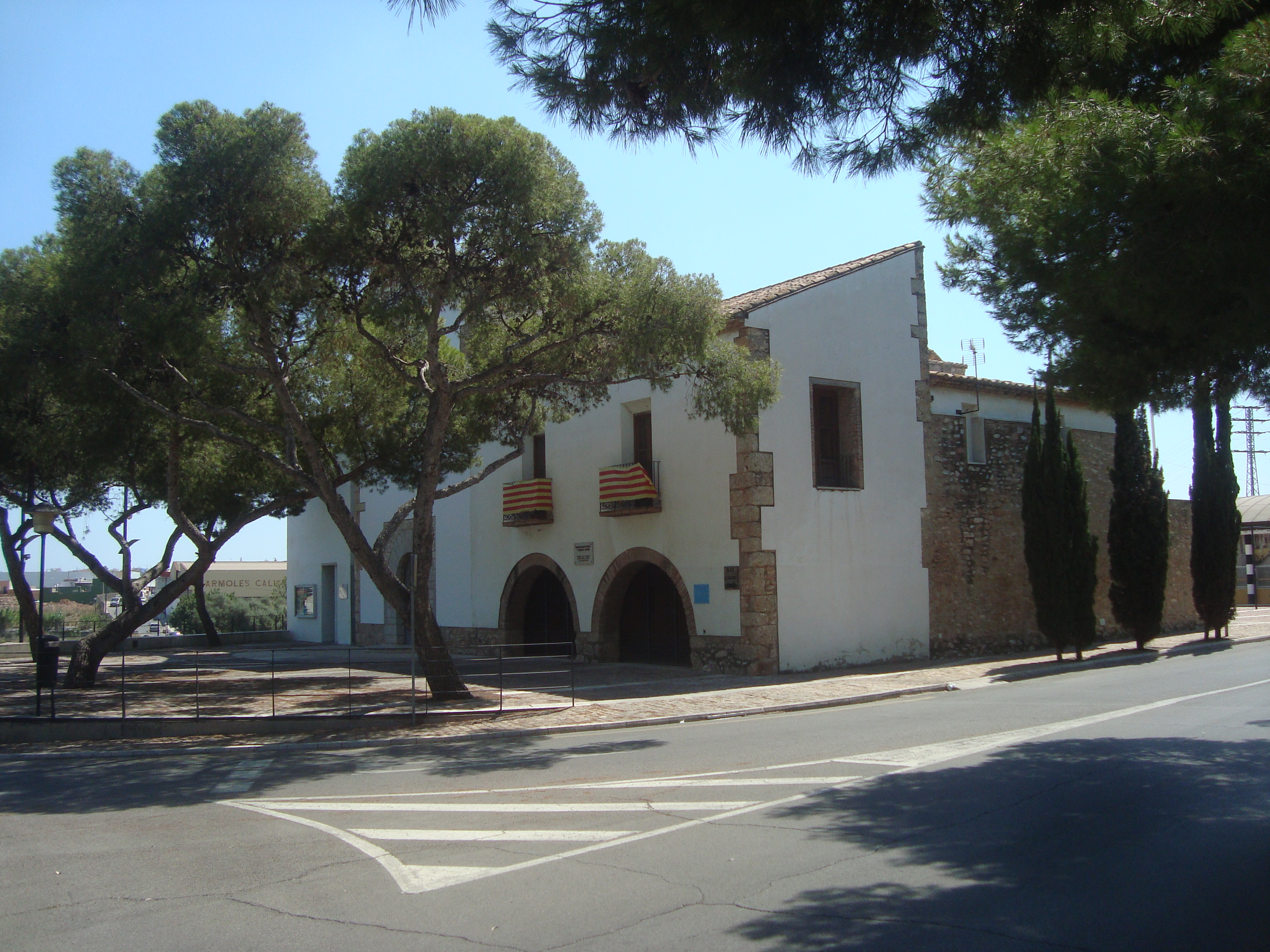
Ermita de Santa Quiteria.